# Буссоленго
Буссоленго (итал. Bussolengo) — коммуна в Италии, располагается в провинции Верона области Венеция.
Население составляет 18 266 человек (на 2004 г.), плотность населения составляет 707 чел./км². Занимает площадь 24,28 км². Почтовый индекс — 37012. Телефонный код — 045.
Покровителем коммуны почитается святой Валентин Интерамнский. Праздник ежегодно празднуется 14 февраля.

## Города-побратимы
- Нидер-Ольм, Германия (1984)